# 289P/Бланпэна
Коме́та Бланпэ́на (P/1819 W1) — короткопериодическая комета, открытая 28 ноября 1819 года французским астрономом Ж.-Ж. Бланпэном. Независимо от него комета была открыта Ж.-Л. Понсом 5 декабря того же года. После открытия комета не наблюдалась почти 200 лет.
В 2003 году был открыт астероид 2003 WY25, орбита которого совпала с орбитой пропавшей кометы. В 2005 году у этого астероида была обнаружена слабая кома.
Комета Бланпэна считается источником метеорного потока Фенициды.